# Tsuchiya Kōitsu
Ông theo học nghề của người thợ khắc Matsuzaki, nhưng sau đó nhanh chóng trở thành một trong số ít học trò của bậc thầy ukiyo-e thời Minh Trị Kiyochika Kobayashi (1847-1915). Ông chung sống và làm việc với Kiyochika trong 19 năm. Chủ yếu được biết đến như một nghệ sĩ phong cảnh, thiết kế shin-hanga (tân bản họa) cho một số nhà xuất bản in khắc gỗ lớn, từ những ngày đầu năm 1930 đến 1940. Các nhà phê bình có quan điểm đối lập về các thiết kế shin-hanga của ông, một bên ca ngợi về “cách sử dụng ánh sáng ấn tượng” và “hiệu ứng màu sắc thú vị” (do ảnh hưởng từ sư phụ), bên còn lại chê bai vì “phong cách thiết kế nặng nề và khả năng cảm thụ màu sắc kỳ lạ.” Ngày nay các bản họa phong cảnh của ông được nhiều nhà sưu tập xếp ngang hàng với các nghệ sĩ phong cảnh shin-hanga nổi tiếng nhất như Kawase Hasui (1883-1957), Kasamatsu Shiro (1898–1991) và Yoshida Hiroshi ( 1876-1950).

## Tiểu sử
Tsuchiya Sahei sinh ngày 28 tháng 8 năm 1870 trong một gia đình làm nghề nông ở Hamamatsu tỉnh Shizuoka, cách khoảng 150 dặm về phía tây nam Tokyo, Kōitsu chuyển đến Tokyo ở tuổi mười lăm để tham gia đào tạo tại một ngôi đền. Tài năng nghệ thuật của ông chắc hẳn đã được thầy chùa ở đây công nhận khi một vị linh mục thu xếp cho ông học nghề với thợ khắc Matsuzaki Shūmei, một phụ tá của Kobayashi Kiyochika (1847-1915). Rồi chính Matsuzaki đã dẫn dắt người nghệ sĩ trẻ đến học việc với Kiyochika. Kōitsu từ đó sống trong gia đình Kiyochika từ khoảng 19 năm (1886-1900), cho đến khi tự chuyển đến nhà riêng của mình. Chính Kiyochika đã đặt cho cậu bé Tsuchiya nghệ danh (gō) Kōitsu. Khi còn là học sinh của Kiyochika, Kōitsu đã thiết kế những bản in thương mại đầu tiên của mình. Bộ ba cảnh Chiến tranh Trung-Nhật 1894-1895 là những tác phẩm ban đầu của ông, chúng được xuất bản bởi Takekawa Seikichi (Sawamuraya Seikichi) và Inoue Kichijirō, hai người này cũng từng xuất bản cho cả Kiyochika.

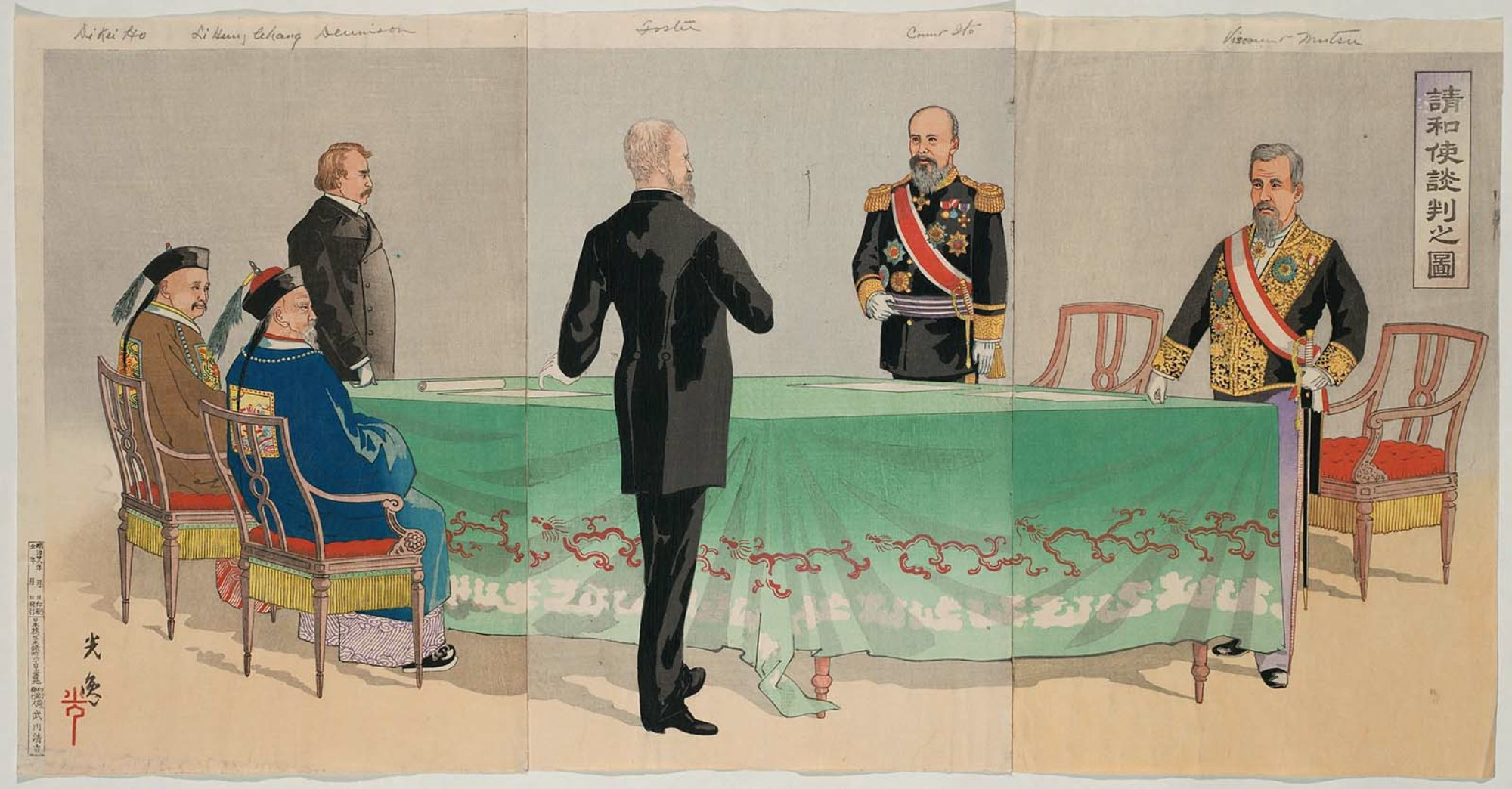
Japanese Representatives Meet with a Chinese Peace Mission, Tsuchiya Kōitsu, 1895. Nhà xuất bản Takekawa Seikichi (Sawamuraya Seikichi).

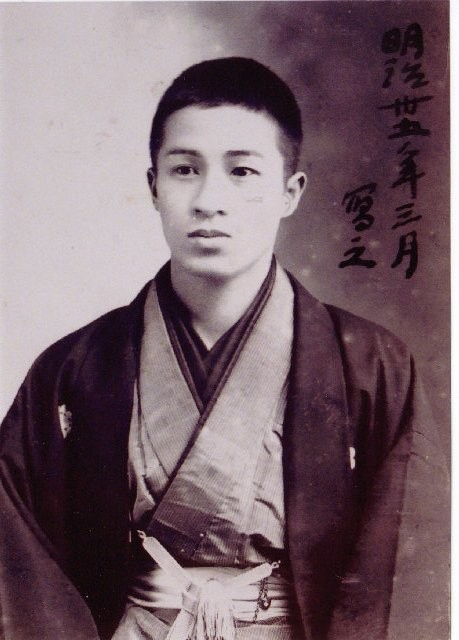
Tsuchiya Kōitsu ở tuổi 32 (tháng 3 năm 1902).

Con gái của Kiyochika, Kobayashi Katsu, nhớ tới Kōitsu “có vẻ ngoài ưa nhìn… cùng với kỹ năng vẽ và phác họa tốt”, và là “một thành viên không thể thiếu” trong gia đình cô. Kōitsu và Kiyochika duy trì mối quan hệ thân thiết cho đến khi Kiyochika qua đời vào năm 1915.
Có khả năng Kōitsu đã học kỹ thuật in thạch bản trong thời gian học việc Kiyochika, bởi theo Katsu nhớ lại, người nghệ sĩ “bận rộn với các tác phẩm in thạch bản của mình… từ khoảng năm 1895 trở đi.” Walker và Doi tìm bằng chứng cho việc Kōitsu tạo ra “khoảng một trăm bản in thạch bản…” cho đến khi người nghệ sĩ phải từ bỏ kỹ thuật in này do một cơn viêm màng phổi vào khoảng năm 1905, ngay sau cuộc hôn nhân đầu tiên của ông. Người vợ đầu của ông qua đời vào năm 1911. Kōitsu tái hôn và có cô con gái Masa cùng với Suzuki Masu vào năm 1920, người mà ông gặp ở Chikasagi khi đang điều trị bệnh viêm màng phổi. Bất hạnh lại ập đến với Kōitsu, Masu qua đời vì những biến chứng khi mang thai và đứa trẻ được trao cho Toyo chăm sóc, em gái của Masu, người mà Kōitsu sẽ kết hôn vào năm 1924, một năm sau trận đại động đất Kantō 1923.
Trong những năm sau khi rời khỏi gia đình Kobayashi vào khoảng 1900, Kōitsu làm việc cho nhà xuất bản Shōbidō Tanaka, tạo ra nhiều tác phẩm nghệ thuật bao gồm tranh cuộn treo tường, tranh in khắc gỗ. Đây cũng là công việc và nguồn thu nhập chính của ông.

## Các bản họa phong cảnh
Kōitsu đến với tranh in phong cảnh muộn trong sự nghiệp của mình, ở tuổi 61, so với những nghệ sĩ shin-hanga cùng thời như Hasui và Kasamatsu, ông được coi là thế hệ thứ hai. Các thiết kế đầu tiên về phong cảnh của ông từng được ghi lại vào khoảng năm 1931, thời gian ông đang làm việc cho hai nhà xuất bản Kawaguchi và Watanabe có trụ sở tại Tokyo, đều là những nhà xuất bản nổi tiếng nhất trong giớia shin-hanga.
Năm 1931, ông chuyển tới làm việc cho nhà xuất bản Shōzaburō Watanabe, sau khi hai người gặp gỡ tại một triển lãm kỷ niệm 17 năm kỷ niệm ngày mất của Kiyochika. Trong vài tháng sau cuộc gặp gỡ, Watanabe đã xuất bản bản in đầu tiên trong số mười bản của họa sĩ, Buổi tối ngắm hoa anh đào tại Gion được Merritt miêu tả rằng:

Buổi tối ngắm hoa anh đào tại Gion, 1932. Bản in từng được mang tới Triển lãm tranh khắc gỗ hiện đại lần thứ ba của Watanabe, tổ chức tại Nihonbashi từ ngày 17 đến ngày 22 tháng 4 năm 1932.

Trong tác phẩm này, kỹ năng xử lý ánh sáng thành thạo của Kōitsu được thể hiện qua những phản chiếu của ánh đèn đường lên những cánh hoa anh đào mang sắc hồng dịu dàng tại đền Gion ở Kyoto. Những nhân vật nổi bật ở phía trước được thắp sáng từ chiếc đèn lồng bên trái mang tên của ngôi đền. Những bóng người nhỏ phía xa phản chiếu ánh sáng từ đèn đường. Bản in mang đến một ấn tượng thú vị về sự bình yên của một cố đô qua con mắt Kōitsu.
Kōitsu đã làm việc với ít nhất sáu nhà xuất bản shin-hanga:
| Nhà xuất bản                                    | Số lượng bản in (xấp xỉ) | Thời kỳ            |
| ----------------------------------------------- | ------------------------ | ------------------ |
| Watanabe Printing Co. Ltd. (Watanabe Shōzaburō) | 10                       | 1932-1940          |
| Tokyo Shōbidō (Shōbidō Tanaka)                  | 53                       | cuối 1930-đầu 1940 |
| Kawaguchi Shōkai (Kawaguchi Shōzō)              | 3                        | đầu 1930           |
| Doi Hangaten (Doi Sadachi)                      | 135                      | 1933-1940          |
| H. Takemura Shōkai (Takemura Hideo)             | 52                       | những năm 1930     |
| Tokyo Hanga-in (Baba Nobuhiko)                  | 22                       | 1936-1941          |

Phần lớn các bản in của họa sĩ được xuất bản bởi Doi Hangaten, bắt đầu từ năm 1933. Walker và Doi nhận ra rằng “các bản in được xuất bản dưới thời Doi Sadaichi vượt trội hơn cả bởi chất lượng khắc và in của họ bám sát các bản vẽ của Kōitsu, cả về chuyên môn và phong cách của ông.” Họ tiếp tục cho rằng “Bản hoạ phong cảnh của ông truyền tải bản chất thực sự của quang cảnh được hướng tới, điều này đạt đến đỉnh cao trong mười hai kiệt tác của loạt bản hoạ Cảnh quan Tokyo”, trong số đó có thể kể đến bức Đền Zōjō-ji trong tuyết. Doi Hangaten tiếp tục tái bản các bản in của họa sĩ cho đến ngày nay.
Sau khi Thế chiến thứ hai bùng nổ, cả hai nguồn thu nhập của Kōitsu, vốn phụ thuộc nhiều vào thị trường xuất khẩu, đều bị giảm sút (các bức tranh cuộn treo của ông xuất khẩu sang Trung Quốc và các bản khắc gỗ được đưa tới phương Tây.) Sau chiến tranh, ông không còn thiết kế shin-hanga, nhưng vẫn tiếp tục vẽ tranh cho đến khi ông qua đời vào ngày 13 tháng 11 năm 1949 vì biến chứng do viêm phổi.

## Sách tham khảo
- Helen Merritt Modern Japanese Woodblock Prints: The Early Years". Leiden: Hotei Publishing, 2001. ISBN 90-74822-38-X.
- Ross F. Walker; Toshikazu Doi (tháng 12 năm 2010). Andon 89 - Tsuchiya Kōitsu (1870-1949), An artist’s journey. Society for Japanese Arts.{{Chú thích sách}}:  Quản lý CS1: năm (liên kết)
- Ross F. Walker; Toshikazu Doi (tháng 12 năm 2011). Andon 91 - Publishers of Tsuchiya Kōitsu Works. Society for Japanese Arts.{{Chú thích sách}}:  Quản lý CS1: năm (liên kết)